# Erythranthe
Erythranthe, biljni rod iz porodice Phrymaceae smještene u tribus Leucocarpeae. Rasprostranjen je u obje Amerike i istočnoj Aziji. Sastoji se od 132 vrste, posljednja otkrivena 2024. u kalifornijskim okruzima Butte i Tehama.

## Etimologija
Latinsko ime roda dolazi od grčkog erythros, crveno i anthe, cvjetati, aludirajući na boju vjenčića tipične vrste, E. cardinalis. U običnom govoru poznato je kao majmunsko cvijeće, što je i naziv i oastalim rodovima porodice Phrymaceae.

## Opis
To je jednogodišnje i višegodišnje raslinje, kopneno ili poluvodeno. Broj kromosoma 7, 8, 9.

## Vrste
1. Erythranthe acaulis (Phil.) G. L. Nesom
2. Erythranthe acutidens (Greene) G. L. Nesom
3. Erythranthe alsinoides (Douglas ex Benth.) G. L. Nesom & N. S. Fraga
4. Erythranthe ampliata (A. L. Grant) G. L. Nesom
5. Erythranthe andicola (Kunth) G. L. Nesom
6. Erythranthe androsacea (Curran ex Greene) N. S. Fraga
7. Erythranthe angulosa M. Berger
8. Erythranthe arenaria (A. L. Grant) G. L. Nesom
9. Erythranthe arenicola (Pennell) G. L. Nesom
10. Erythranthe arvensis (Greene) G. L. Nesom
11. Erythranthe austrolatidens G. L. Nesom
12. Erythranthe barbata (Greene) N. S. Fraga
13. Erythranthe bergeri G. L. Nesom
14. Erythranthe bhutanica (T. Yamaz.) G. L. Nesom
15. Erythranthe bicolor (Hartw. ex Benth.) G. L. Nesom & N. S. Fraga
16. Erythranthe bodinieri (Vaniot) G. L. Nesom
17. Erythranthe brachystylis (Edwin) G. L. Nesom
18. Erythranthe bracteosa (P. C. Tsoong) G. L. Nesom
19. Erythranthe breviflora (Piper) G. L. Nesom
20. Erythranthe brevinasuta G. L. Nesom
21. Erythranthe breweri (Greene) G. L. Nesom & N. S. Fraga
22. Erythranthe bridgesii (Benth.) G. L. Nesom
23. Erythranthe caespitosa (Greene) G. L. Nesom
24. Erythranthe calcicola N. S. Fraga & D. A. York
25. Erythranthe calciphila (Gentry) G. L. Nesom
26. Erythranthe cardinalis (Douglas ex Benth.) Spach
27. Erythranthe carsonensis N. S. Fraga
28. Erythranthe charlestonensis G. L. Nesom
29. Erythranthe chinatiensis G. L. Nesom
30. Erythranthe cinnabarina G. L. Nesom
31. Erythranthe corallina (Greene) G. L. Nesom
32. Erythranthe cordata (Greene) G. L. Nesom
33. Erythranthe cuprea (Dombrain) G. L. Nesom
34. Erythranthe decora (A. L. Grant) G. L. Nesom
35. Erythranthe dentata (Nutt. ex Benth.) G. L. Nesom
36. Erythranthe dentiloba (B. L. Rob. & Fernald) G. L. Nesom
37. Erythranthe depressa (Phil.) G. L. Nesom
38. Erythranthe diffusa (A. L. Grant) N. S. Fraga
39. Erythranthe diminuens G. L. Nesom
40. Erythranthe discolor (A. L. Grant) N. S. Fraga
41. Erythranthe eastwoodiae (Rydb.) G. L. Nesom & N. S. Fraga
42. Erythranthe erubescens G. L. Nesom
43. Erythranthe exigua (A. Gray) G. L. Nesom & N. S. Fraga
44. Erythranthe filicaulis (S. Watson) G. L. Nesom & N. S. Fraga
45. Erythranthe filicifolia (Sexton, K. G. Ferris & Schoenig) G. L. Nesom
46. Erythranthe flammea G. L. Nesom
47. Erythranthe floribunda (Lindl.) G. L. Nesom
48. Erythranthe gemmipara (W. A. Weber) G. L. Nesom & N. S. Fraga
49. Erythranthe geniculata (Greene) G. L. Nesom
50. Erythranthe geyeri (Torr.) G. L. Nesom
51. Erythranthe glabrata (Kunth) G. L. Nesom
52. Erythranthe glaucescens (Greene) G. L. Nesom
53. Erythranthe gracilipes (B. L. Rob.) N. S. Fraga
54. Erythranthe grandis (Greene) G. L. Nesom
55. Erythranthe grayi (A. L. Grant) G. L. Nesom
56. Erythranthe guttata (DC.) G. L. Nesom
57. Erythranthe hallii (Greene) G. L. Nesom
58. Erythranthe hardhamiae N. S. Fraga
59. Erythranthe howaldiae G. L. Nesom
60. Erythranthe hymenophylla (Meinke) G. L. Nesom
61. Erythranthe inamoena (Greene) G. L. Nesom
62. Erythranthe inconspicua (A. Gray) G. L. Nesom
63. Erythranthe inflata (Miq.) G. L. Nesom
64. Erythranthe inflatula (Suksd.) G. L. Nesom
65. Erythranthe inodora (Greene) G. L. Nesom
66. Erythranthe jungermannioides (Suksd.) G. L. Nesom
67. Erythranthe karakormiana (T. Yamaz.) G. L. Nesom
68. Erythranthe laciniata (A. Gray) G. L. Nesom
69. Erythranthe lagunensis G. L. Nesom
70. Erythranthe latidens (A. Gray) G. L. Nesom
71. Erythranthe lewisii (Pursh) G. L. Nesom & N. S. Fraga
72. Erythranthe linearifolia (A. L. Grant) G. L. Nesom & N. S. Fraga
73. Erythranthe lutea (L.) G. L. Nesom
74. Erythranthe madrensis (Seem.) G. L. Nesom
75. Erythranthe marmorata (Greene) G. L. Nesom
76. Erythranthe michiganensis (Pennell) G. L. Nesom
77. Erythranthe microphylla (Benth.) G. L. Nesom
78. Erythranthe minima (C. Bohlen) J. M. Watson & A. R. Flores
79. Erythranthe minor (A. Nelson) G. L. Nesom
80. Erythranthe mitodes G. L. Nesom
81. Erythranthe montioides (A. Gray) N. S. Fraga
82. Erythranthe moschata (Douglas ex Lindl.) G. L. Nesom
83. Erythranthe naiandina (J. M. Watson & C. Bohlen) G. L. Nesom
84. Erythranthe nasuta (Greene) G. L. Nesom
85. Erythranthe nelsonii (A. L. Grant) G. L. Nesom & N. S. Fraga
86. Erythranthe neoglaucescens G.L.Nesom & Uelman; otkrivena 2024
87. Erythranthe nepalensis (Benth.) G. L. Nesom
88. Erythranthe norrisii (Heckard & Shevock) G. L. Nesom
89. Erythranthe nudata (Curran ex Greene) G. L. Nesom
90. Erythranthe orizabae (Benth.) G. L. Nesom
91. Erythranthe pallens (Greene) G. L. Nesom
92. Erythranthe palmeri (A. Gray) N. S. Fraga
93. Erythranthe pardalis (Pennell) G. L. Nesom
94. Erythranthe parishii (Greene) G. L. Nesom & N. S. Fraga
95. Erythranthe parvula (Wooton & Standl.) G. L. Nesom
96. Erythranthe patula (Pennell) G. L. Nesom
97. Erythranthe pennellii (Gentry) G. L. Nesom
98. Erythranthe percaulis G. L. Nesom
99. Erythranthe platyphylla (Franch.) G. L. Nesom
100. Erythranthe plotocalyx G. L. Nesom
101. Erythranthe primuloides (Benth.) G. L. Nesom & N. S. Fraga
102. Erythranthe procera (A. L. Grant) G. L. Nesom
103. Erythranthe ptilota G. L. Nesom
104. Erythranthe pubescens (Benth.) Guevara-Lazc.
105. Erythranthe pulsiferae (A. Gray) G. L. Nesom
106. Erythranthe purpurea (A. L. Grant) N. S. Fraga
107. Erythranthe regni G. L. Nesom
108. Erythranthe rhodoptera N. S. Fraga
109. Erythranthe rubella (A. Gray) N. S. Fraga
110. Erythranthe rupestris (Greene) G. L. Nesom & N. S. Fraga
111. Erythranthe scouleri (Hook.) G. L. Nesom
112. Erythranthe serpentinicola D. J. Keil
113. Erythranthe sessilifolia (Maxim.) G. L. Nesom
114. Erythranthe shevockii (Heckard & Bacig.) N. S. Fraga
115. Erythranthe sierrae N. S. Fraga
116. Erythranthe sinoalba G. L. Nesom
117. Erythranthe stolonifera (Novopokr.) G. L. Nesom
118. Erythranthe suksdorfii (A. Gray) N. S. Fraga
119. Erythranthe szechuanensis (Y. Y. Pai) G. L. Nesom
120. Erythranthe taylorii G. L. Nesom
121. Erythranthe tenella (Bunge) G. L. Nesom
122. Erythranthe thermalis (A. Nelson) G. L. Nesom
123. Erythranthe tibetica (P. C. Tsoong & H. P. Yang) G. L. Nesom
124. Erythranthe tilingii (Regel) G. L. Nesom
125. Erythranthe trinitiensis G. L. Nesom
126. Erythranthe unimaculata (Pennell) G. L. Nesom
127. Erythranthe utahensis (Pennell) G. L. Nesom
128. Erythranthe verbenacea (Greene) G. L. Nesom & N. S. Fraga
129. Erythranthe veronicifolia (Greene) G. L. Nesom
130. Erythranthe visibilis G. L. Nesom
131. Erythranthe washingtoniensis (Gand.) G. L. Nesom
132. Erythranthe willisii G. L. Nesom
133. Erythranthe ×burnetii (S. Arn.) Silverside
134. Erythranthe ×hybrida (Siebert & Voss) Silverside
135. Erythranthe ×maculosa (T. Moore) Silverside
136. Erythranthe ×peregrina (Vall.-Marín) G. L. Nesom
137. Erythranthe ×robertsii (Silverside) G. L. Nesom
138. Erythranthe ×smithii (Lindl.) Silverside